# Sarkasmus
Sarkasmus bezeichnet beißenden, verletzenden Spott mit höhnischem Charakter. Sarkasmus zielt darauf ab, jemanden oder etwas lächerlich zu machen. Er tritt zum Beispiel im Zusammenhang mit polemischer Kritik auf.

## Etymologie
Sarkasmus ist ein latinisiertes griechisches Substantiv (altgriechisch σαρκασμός sarkasmós „die Zerfleischung, der beißende Spott“, zu σαρκάζειν sarkazein „sich das Maul zerreißen, zerfleischen, verhöhnen“, dieses von σάρξ sarx „das (rohe) Fleisch“). Die Redefigur des Sarkasmus fand schon in der antiken Rhetorik Verwendung (z. B. Demosthenes, Cicero).

## Beispiele
Ein Beispiel für Sarkasmus ist die Antwort in folgendem Dialog:
A: „Es gibt viele Psychotiker, die keinen Leidensdruck verspüren.“
B: „Es sei denn, sie kommen in die Psychiatrie.“
B sagt, dass Psychotiker gerade dann leiden, wenn sie in die Psychiatrie kommen. Damit macht er die Psychiatrie lächerlich.
Sarkastische Äußerungen können unter Umständen strafrechtlich relevant sein. So lobte ein Nutzer namens Holger Voss  in einem Internetforum die Terroranschläge vom 11. September 2001 und vertraute darauf, dass man dies nicht für seine tatsächliche Meinung halten würde. Obwohl er am Ende des Beitrags auf den Sarkasmus hinwies („Wer Sarkasmus findet, der/die möge ihn bitte weiterverwenden“), erhielt er aufgrund einer anonymen Anzeige einen Strafbefehl über 1500 Euro wegen Billigung von Mord. Seine Weigerung, die Strafe zu zahlen, führte zu einem Gerichtsprozess, in welchem er aber freigesprochen wurde.

## Sarkasmus und Ironie
Sarkasmus wird oft mittels Ironie ausgedrückt. Bei ironischen Aussagen wird nicht das tatsächlich Gemeinte formuliert, sondern etwas davon Abweichendes. Man bezeichnet dies auch als uneigentliches Sprechen. Im einfachsten Fall wird genau das Gegenteil des Gemeinten gesagt. Ein Beispiel ist, wenn ein Arbeiter sich auf einer Bank ausruht und der Chef ihm zuruft: „Überarbeiten Sie sich bloß nicht!“
Bei Ironie besteht die Gefahr, dass Hörer oder Leser sie nicht verstehen, denn beide Seiten, Sprecher und Empfänger, müssen sich über die eigentliche Situation einig sein, damit Ironie erkannt werden kann. Dafür, dass uneigentliches Sprechen nicht als solches verstanden wird, kann es verschiedene Gründe geben, beispielsweise mangelnde Intelligenz, fehlendes Kontextwissen, fehlendes Sprachverständnis (z. B. bei Fremdsprachen), sprachliche Fehlinterpretationen wegen kultureller Divergenz oder eine untypische Informationsverarbeitung im Gehirn wie bei Autismus. Um Ironie erkennen zu können, müssen verschiedene Teile des Gehirns zusammenarbeiten: Wenn eine Person die Situation nicht versteht (oder anders interpretiert als der uneigentlich Sprechende), kann sie Ironie – und damit auch ironisch formulierten Sarkasmus – nicht als solche identifizieren. Forscher der Universität Haifa stellten im Jahr 2005 fest, dass insbesondere Personen mit einer Beschädigung der Frontallappen nicht in der Lage waren, Ironie und Sarkasmus zu verstehen.

## Abgrenzung

### Zynismus
Zynische Äußerungen sind „auf grausame, den Anstand beleidigende Weise spöttisch“ (Duden), sie zielen aber zumeist nicht darauf ab, andere Menschen zu verhöhnen. Ansonsten kann mit „Zynismus“ auch eine Haltung oder Lebenseinstellung gemeint sein, also etwas anderes als eine Äußerung.

### Satire
Die Satire ist eine Kunstform. In einer Satire wird zwar viel gespottet, aber meistens nicht auf eine verletzende, höhnische Art wie beim Sarkasmus.

### Sardonismus
Sardonismus bezeichnet, oft im Zusammenhang mit Gelächter, einen grimmigen, schmerzvollen Spott.